# سمیا هنی
سمیا هنی، نویسنده، مورخ و کیوریتور نمایشگاه‌های معماری است. او استاد تاریخ معماری و توسعهٔ شهری دانشگاه کرنل است. کار هنی بر تلاقی محیط ساخته و تخریب‌شده در چارچوب فعالیت‌های استعماری و عملیات نظامی از اوایل قرن نوزدهم تا امروز متمرکز است.
هنی مؤلف کتاب معماری پادانقلابی: ارتش فرانسه در شمال الجزایر است، که جوایز بسیاری را از آن خود کرده‌است. او در این کتاب به بررسی تحولات منطقه‌ای استعمار فرانسه و ابعاد فضایی ضدشورشی در الجزایر تحت حکمرانی استعماری طی انقلاب فراسنه می‌پردازد.

## آثار
- بیابان‌ها بی‌مصرف نیستند. نیویورک: کتاب‌های کلمبیا در معماری و شهرسازی، 2022.
- معماری ضد انقلاب: ارتش فرانسه در شمال الجزایر. پاریس: نسخه‌های B42، 2019. (به زبان فرانسوی)
- مناطق جنگی: مقالات 2. زوریخ:انتشارات جی‌تی‌ای ورلاگ 2018.
- معماری ضدانقلاب: ارتش فرانسه در شمال الجزایر. زوریخ: انتشارات جی‌تی‌ای ورلاگ، 2017.

## جوایز
- ۲۰۲۱–۲۰۲۲ کرسی آلبرت هرشمن برای علایق هویتی بین اروپا و مدیترانه، مؤسسه مطالعات پیشرفته، دانشگاه اکس‌مارسی.
- 2021 همکار بازدیدکننده گدس، دانشکده معماری و معماری منظر (ESALA)، کالج هنر ادینبورگ، دانشگاه ادینبورگ.
- جایزه کتاب اسپیرو کوستوف 2020 از انجمن مورخان معماری[۵]
- جایزه کتاب نقره‌ای 2018 توسط جشنواره بین‌المللی هنر (FILAF)
- جایزه بهترین کتاب در نظریه هنر 2018 توسط فیلا[۶]
- 2017 بهترین پایان‌نامه دکتری، مدال نقره مؤسسه فناوری فدرال زوریخ